# Nissan Rogue
Der Nissan Rogue ist ein Pkw-Modell des japanischen Automobilherstellers Nissan, das ausschließlich in den Vereinigten Staaten und Kanada angeboten wird. Es handelt sich dabei um ein SUV (Sport Utility Vehicle), das im Januar 2007 auf der North American International Auto Show vorgestellt wurde. Der Rogue basiert auf Nissans C-Plattform, die unter anderem auch beim Nissan Sentra Verwendung findet. Das Design orientiert sich sowohl am größeren Nissan Murano, als auch am kleineren Nissan Qashqai.

## Erste Generation (2007–2015)
Der Nissan Rogue der ersten Generation wird ausschließlich von einem 2,5-Liter-Vierzylinder-Ottomotor mit 125 kW (170 PS) angetrieben. Die Kraft wird in der Basisversion durch ein stufenloses Xtronic CVT-Automatikgetriebe auf die Vorderräder übertragen; optional ist aber auch ein Allradantrieb erhältlich. Dieser erkennt verschiedene Fahrsituationen und verteilt dementsprechend die Kraft zwischen der Vorder- und Hinterachse. So wird beim Beschleunigen die Kraft zwecks besserer Traktion 50:50 Prozent verteilt, bei Normalfahrten werden nur die Vorderräder angetrieben und in Kurven erfolgt die Kraftverteilung variabel.
Als Ausstattungen stehen die Basisversion S und die höherwertige SL-Ausstattung zur Verfügung. Serienmäßig ist der Rogue als S mit ABS, VSC, Traktionskontrolle, aktiven Kopfstützen und sechs Airbags sowie einer Klimaanlage, elektrischen Fensterhebern und CD-Radio ausgestattet. Die SL-Version verfügt zusätzlich über 17-Zoll-Leichtmetallräder, eine Dachreling, getönte Heckfenster und einen elektrisch verstellbaren Fahrersitz. Gegen Aufpreis sind Nebelscheinwerfer, ein Bose-Soundsystem mit CD-Wechsler, Schaltpaddel am Lenkrad, eine Bluetooth-Freisprecheinrichtung, beheizbare Ledersitze, ein Schiebedach, Xenon-Scheinwerfer und ein schlüsselloses Zugangssystem erhältlich.
Im August 2010 wurde der Rogue überarbeitet.

Nach der Einführung des Nachfolgemodells 2013 wurde die erste Generation bis 2015 als Rogue Select bis 2015 weiter gebaut. Sie war jedoch nur in den Vereinigten Staaten erhältlich.

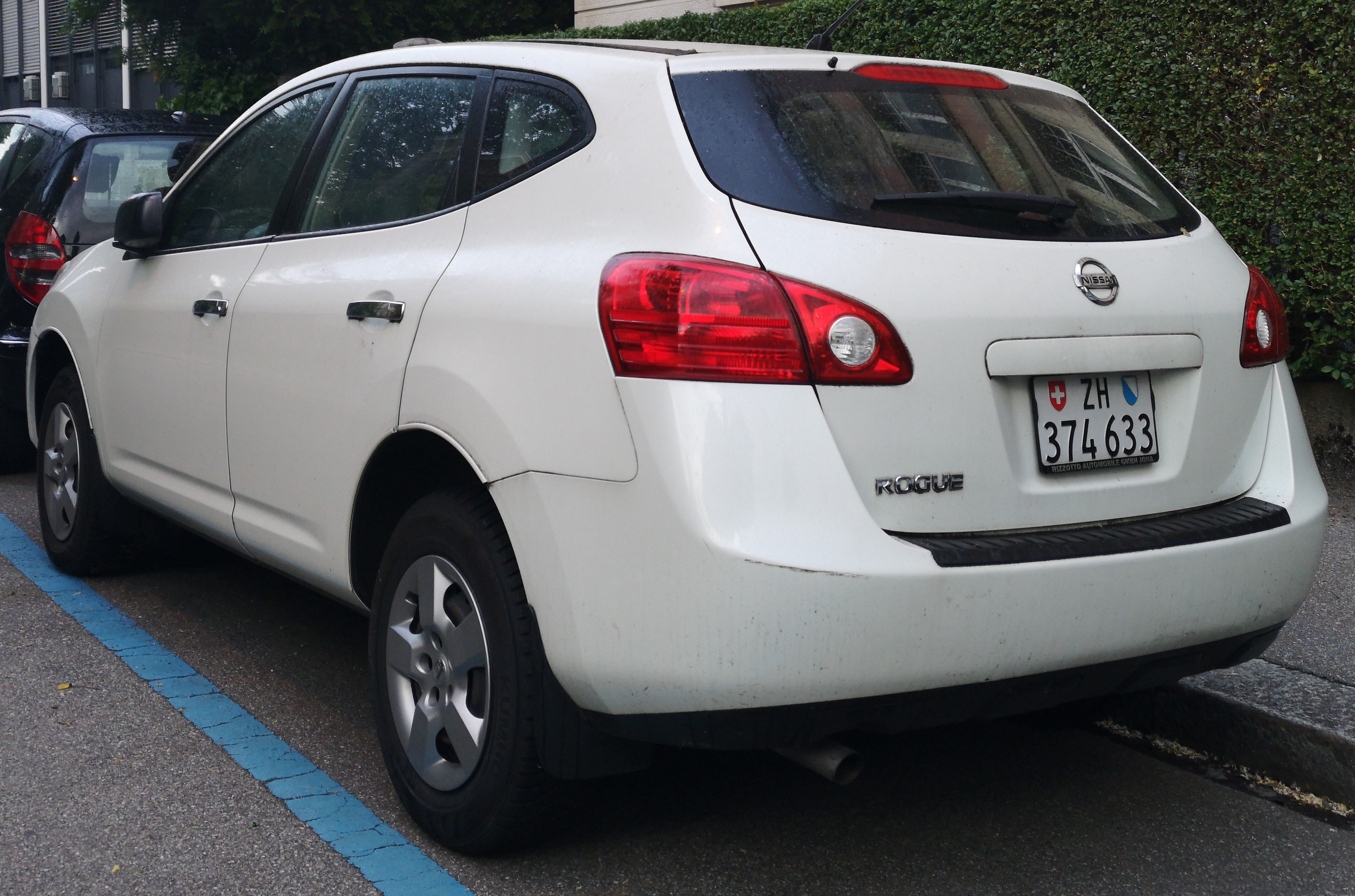
Heckansicht
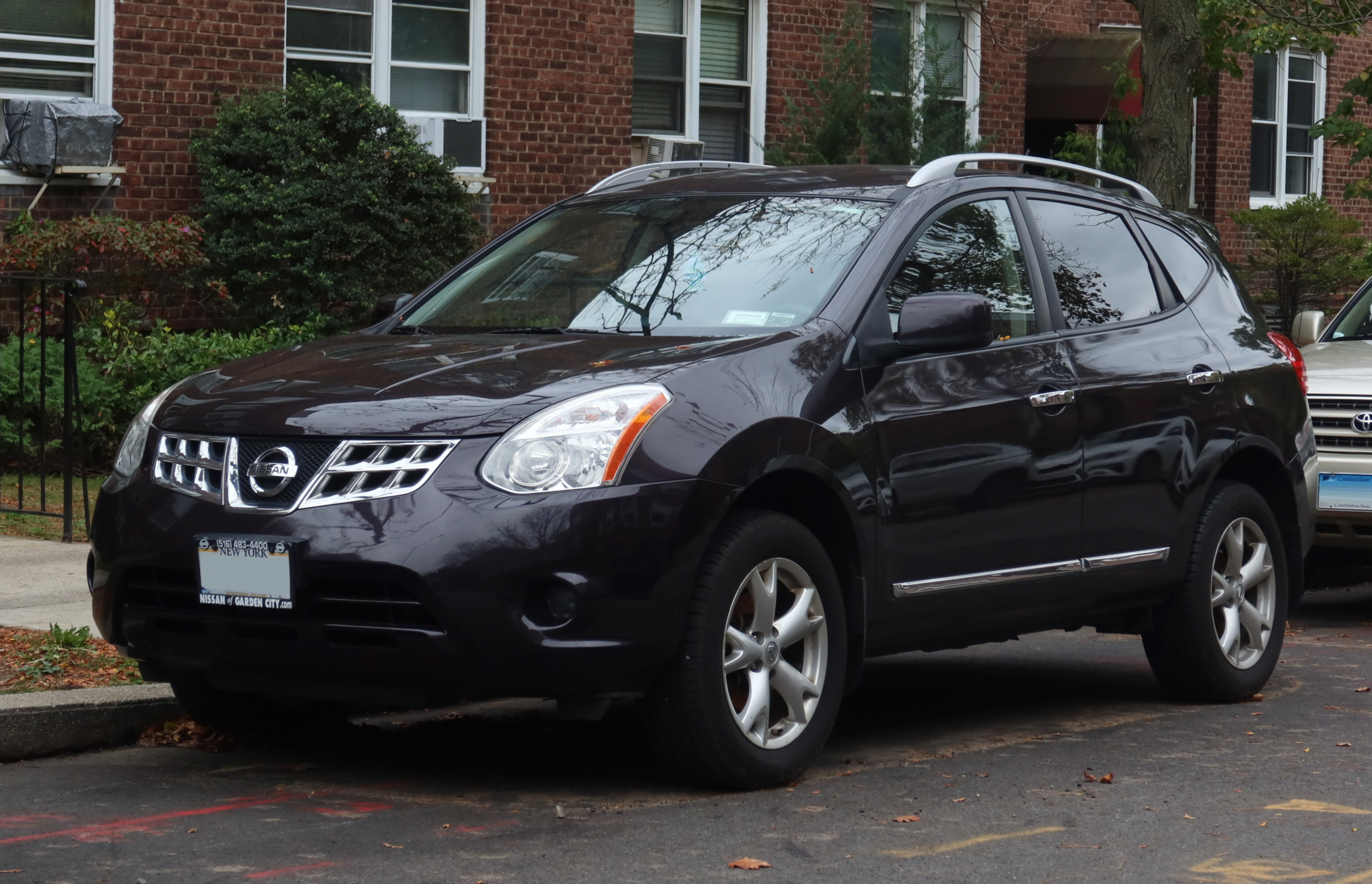
Facelift (2010–2015)
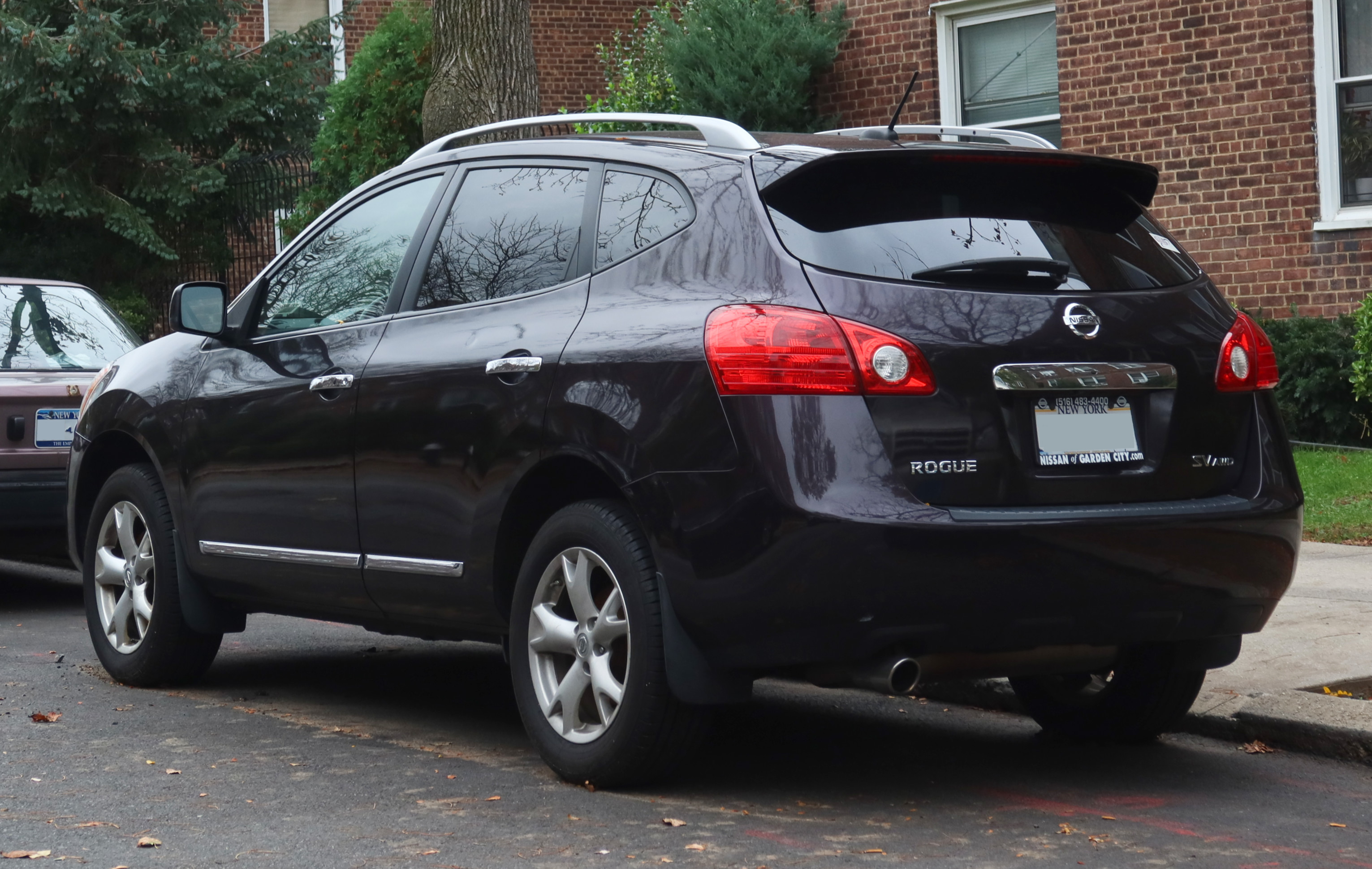
Heckansicht
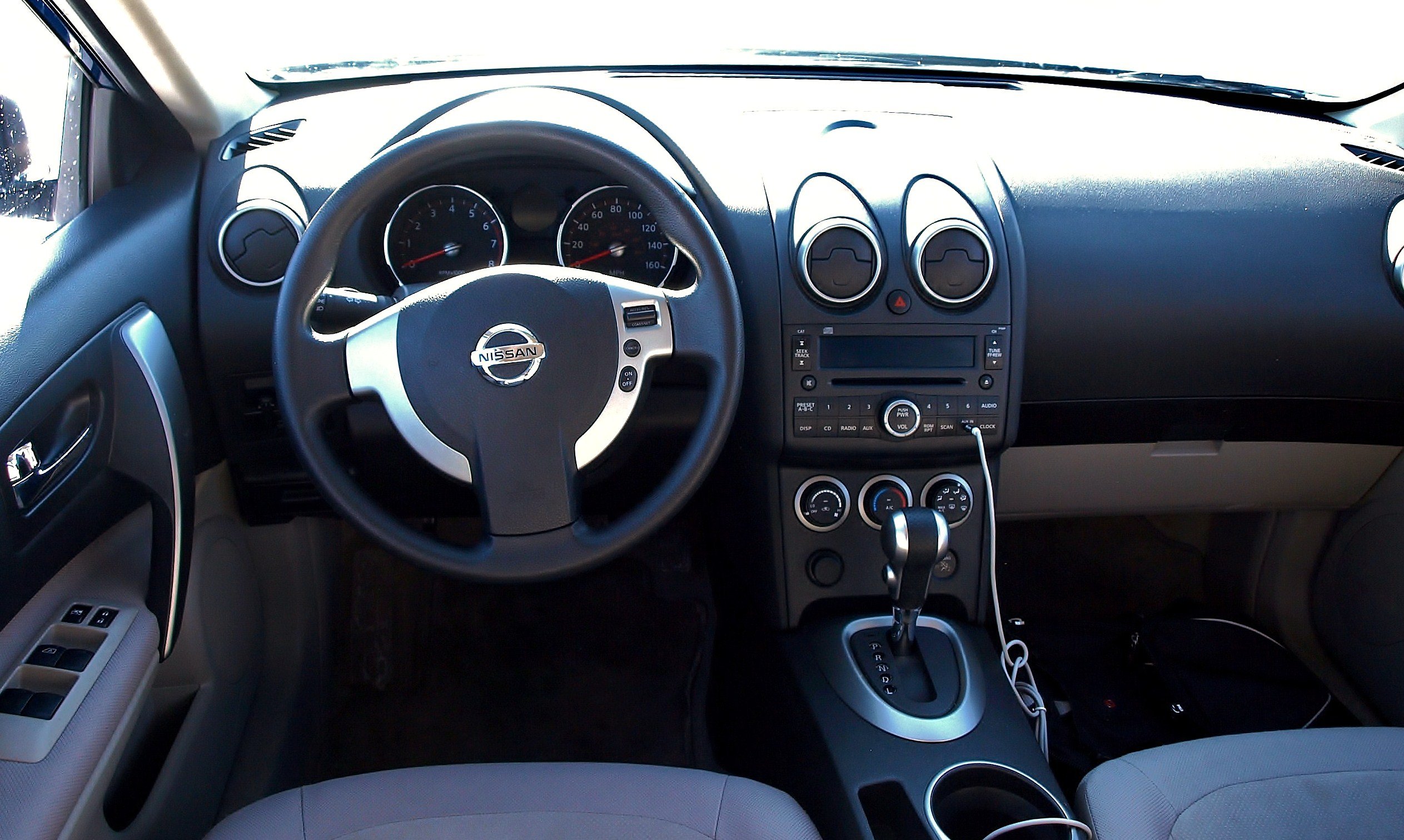
Innenraum

### Technische Daten
| Modell                          | 2.5                        |
| Zylinderzahl                    | R4                         |
| Hubraum (cm³)                   | 2488                       |
| Max. Leistung (kW/PS)           | 125/170 bei 6000           |
| Max. Drehmoment (Nm)            | 237 bei 4400               |
| Höchstgeschwindigkeit (km/h)    | bis ca. 220                |
| Getriebe (Serienmäßig)          | Stufenlose-Automatik (CVT) |
| Beschleunigung (0–100 km/h)     | keine Angaben              |
| Verbrauch kombiniert (l/100 km) | 9,4 N                      |
| Tankinhalt                      | 60                         |

## Zweite Generation (2013–2020)
Die zweite Generation, die zwischen 2013 und 2020 gebaut wurde, ist mit der dritten Generation des Nissan X-Trail nahezu baugleich. In Nordamerika wurde das Fahrzeug ab November 2013 verkauft. Im Gegensatz zur ersten Generation wurde das SUV nun in den Vereinigten Staaten in Smyrna (Tennessee) produziert.

### Rogue Star Wars Limited Edition

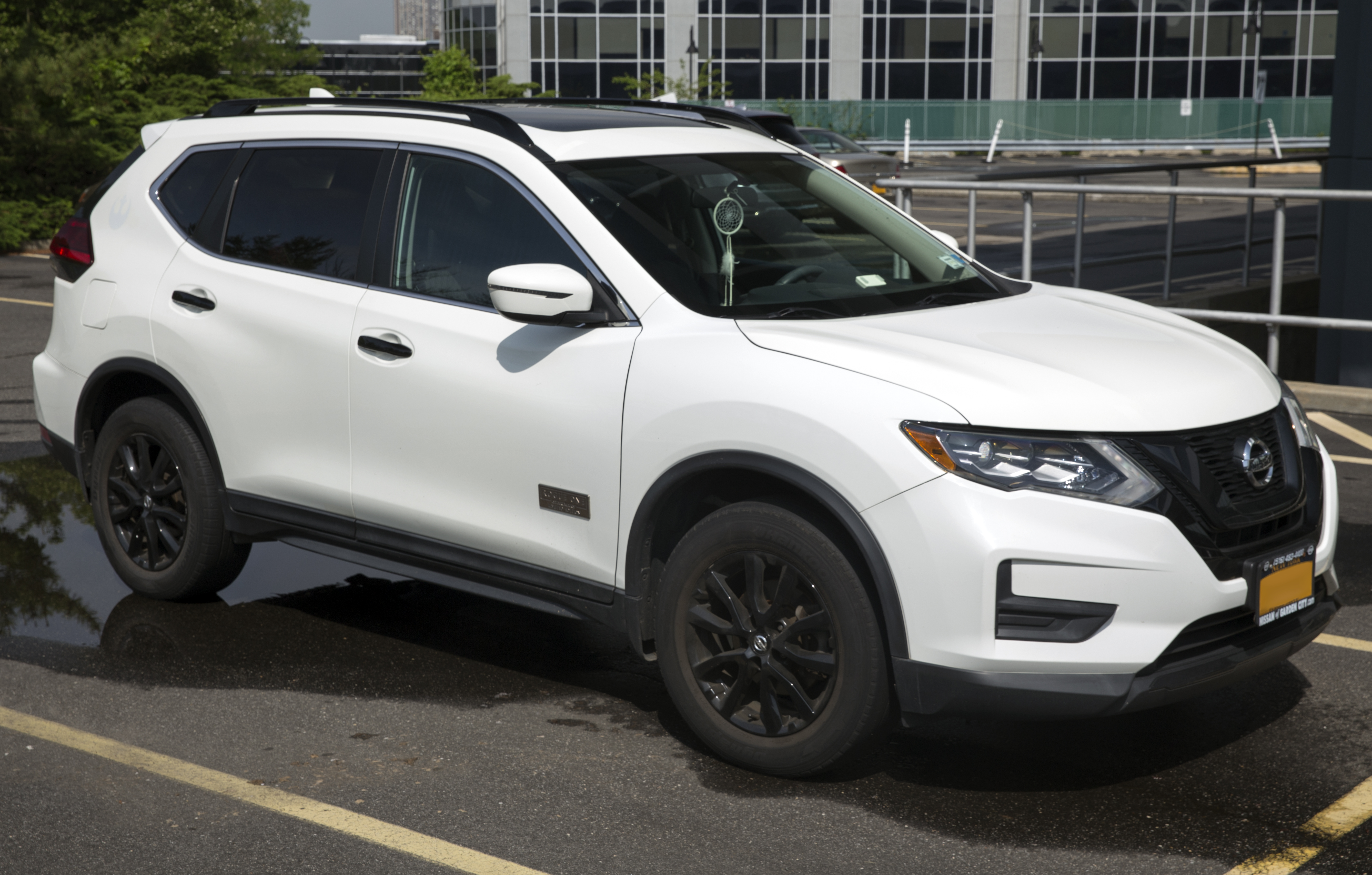
Nissan Rogue Star Wars Limited Edition

Durch den Film Rogue One: A Star Wars Story inspiriert, präsentierte Nissan Ende 2016 das auf 5400 Exemplare limitierte Sondermodell Rogue Star Wars Limited Edition. Es ist unter anderem an Star-Wars-Logos, -Schriftzügen und -Fußmatten zu erkennen.

### Rogue Hybrid
Im Januar 2017 präsentierte Nissan den Rogue erstmals mit einem Hybridantrieb. Dieser hat einen 106 kW (144 PS) starken Zweiliter-Ottomotor und einem 30 kW (41 PS) starken Elektromotor. Der Rogue Hybrid wurde in Nordamerika ab Sommer 2017 verkauft.

### Rogue Sport (2017–2022)

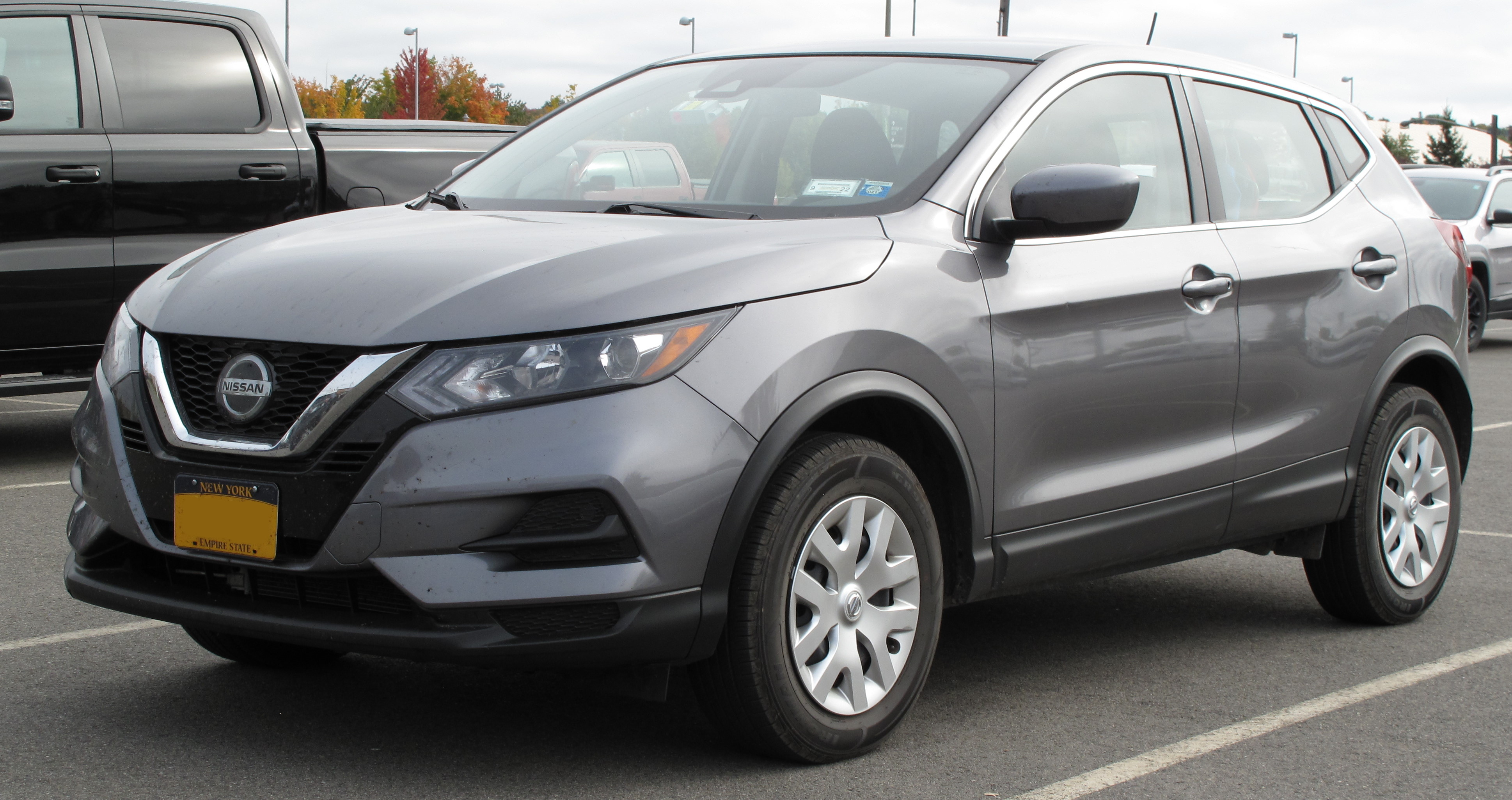
Nissan Rogue Sport

Auf der North American International Auto Show im Januar 2017 in Detroit wurde mit dem Nissan Rogue Sport eine zum Qashqai baugleiche Variante des Fahrzeugs vorgestellt. Sie wurde in den Vereinigten Staaten ab Frühjahr 2017 verkauft. Gebaut wurde der Rogue Sport in Japan, angetrieben wird er von einem 104 kW (141 PS) starken Zweiliter-Ottomotor.

## Dritte Generation (seit 2020)
Die dritte Generation des Rogue präsentierte Nissan am 15. Juni 2020. Im Herbst 2020 kam das SUV in Nordamerika in den Handel. Eine überarbeitete Version debütierte am 16. Oktober 2023. Die vierte Generation des X-Trail ist wieder nahezu baugleich zum Rogue. Der Mitsubishi Outlander nutzt seit 2021 die gleiche Technik.

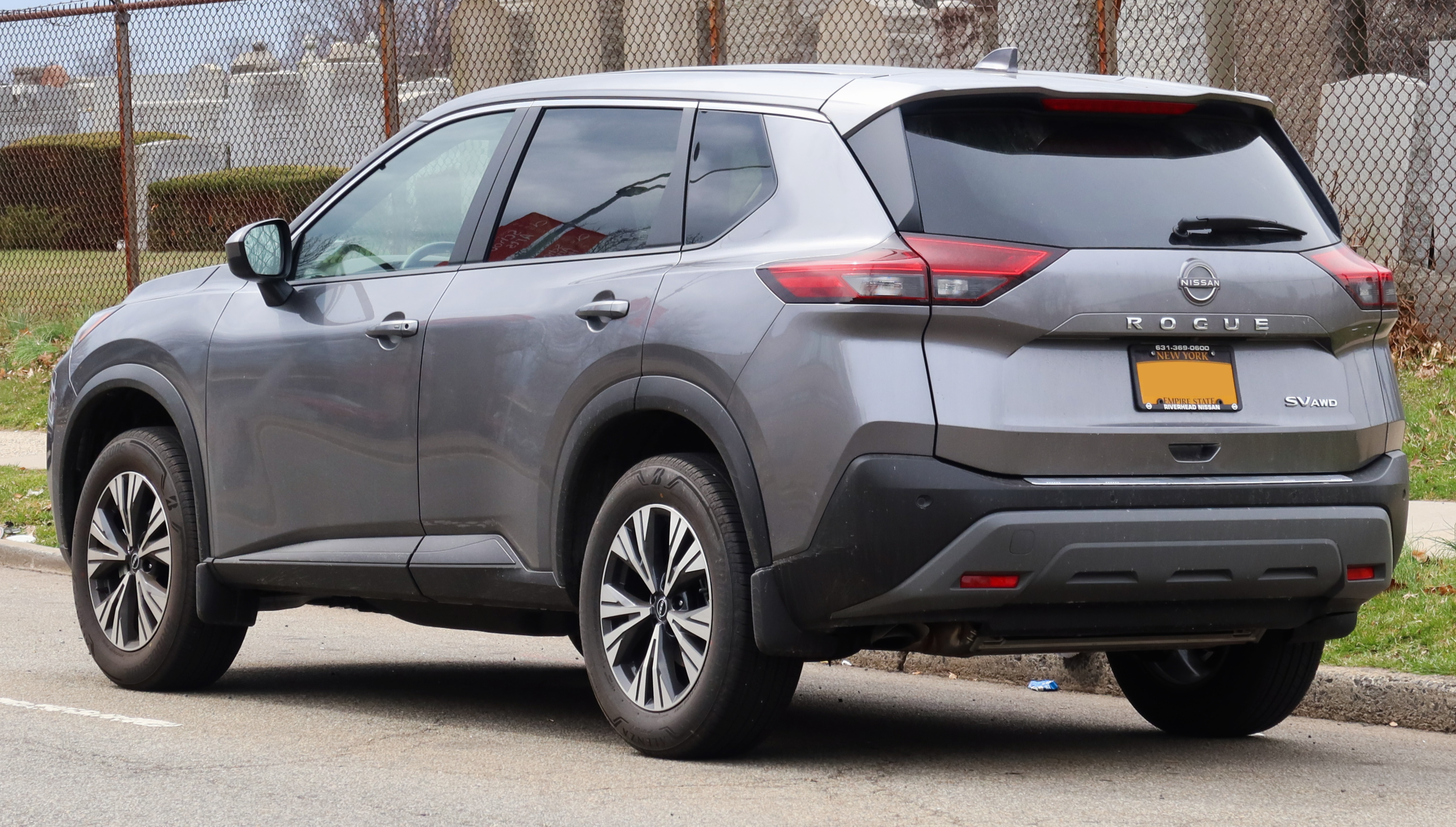
Heckansicht
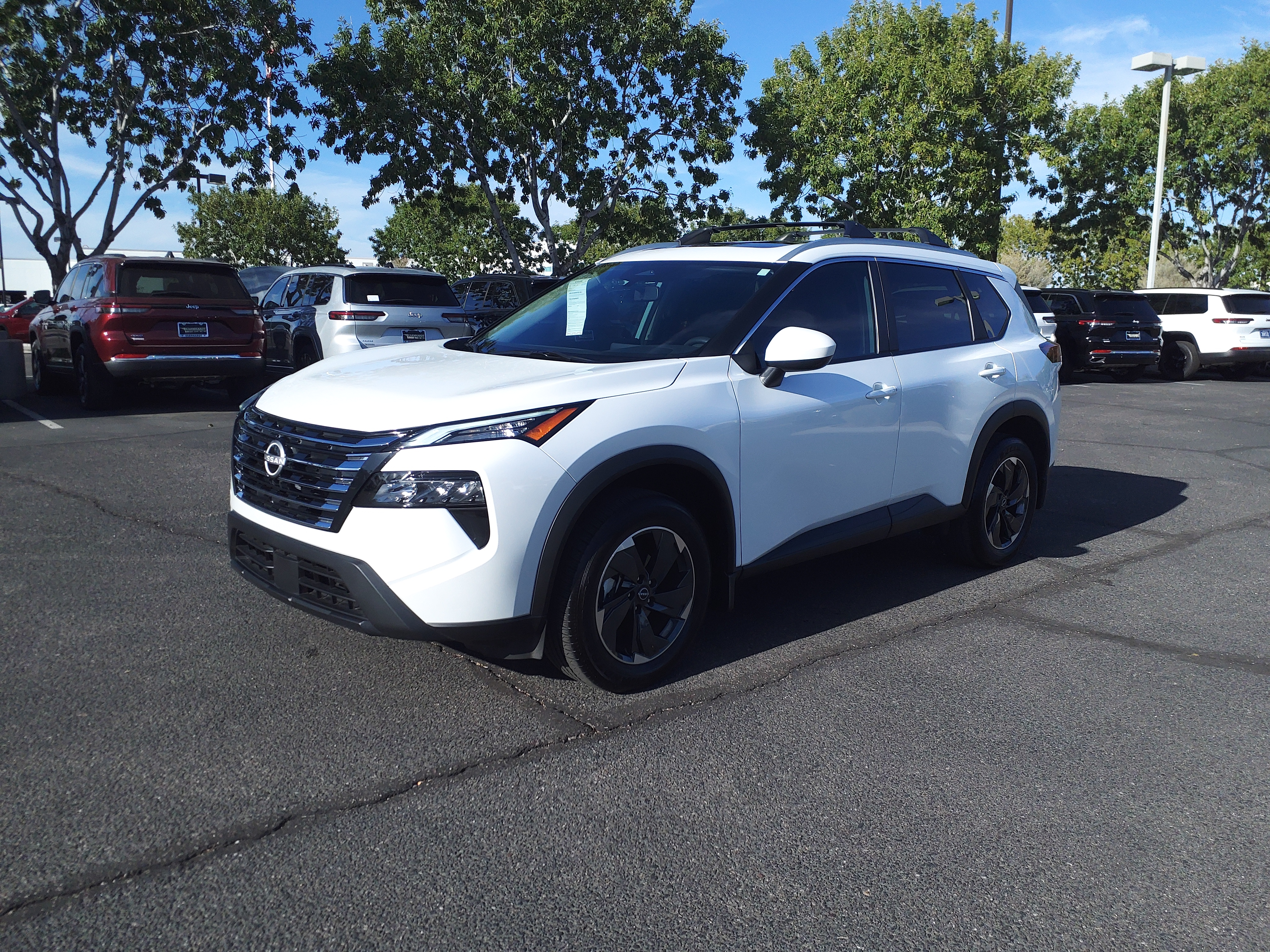
Facelift (seit 2023)